# 스와티어
스와지어는 니제르콩고어족에 속하는 언어로, 에스와티니와 남아프리카 공화국 등에서 쓰인다.